# Schoutenia furfuracea
Schoutenia furfuracea là một loài thực vật thuộc họ Tiliaceae. Đây là loài đặc hữu của Malaysia.